# Benz Tonneau
Benz Tonneau — легковой двухместный автомобиль, разработанный немецкой компанией Benz & Cie. в 1902 году на основе «Benz Spider». Производился всего год, после чего был заменён на «Benz Parsifal».

## История

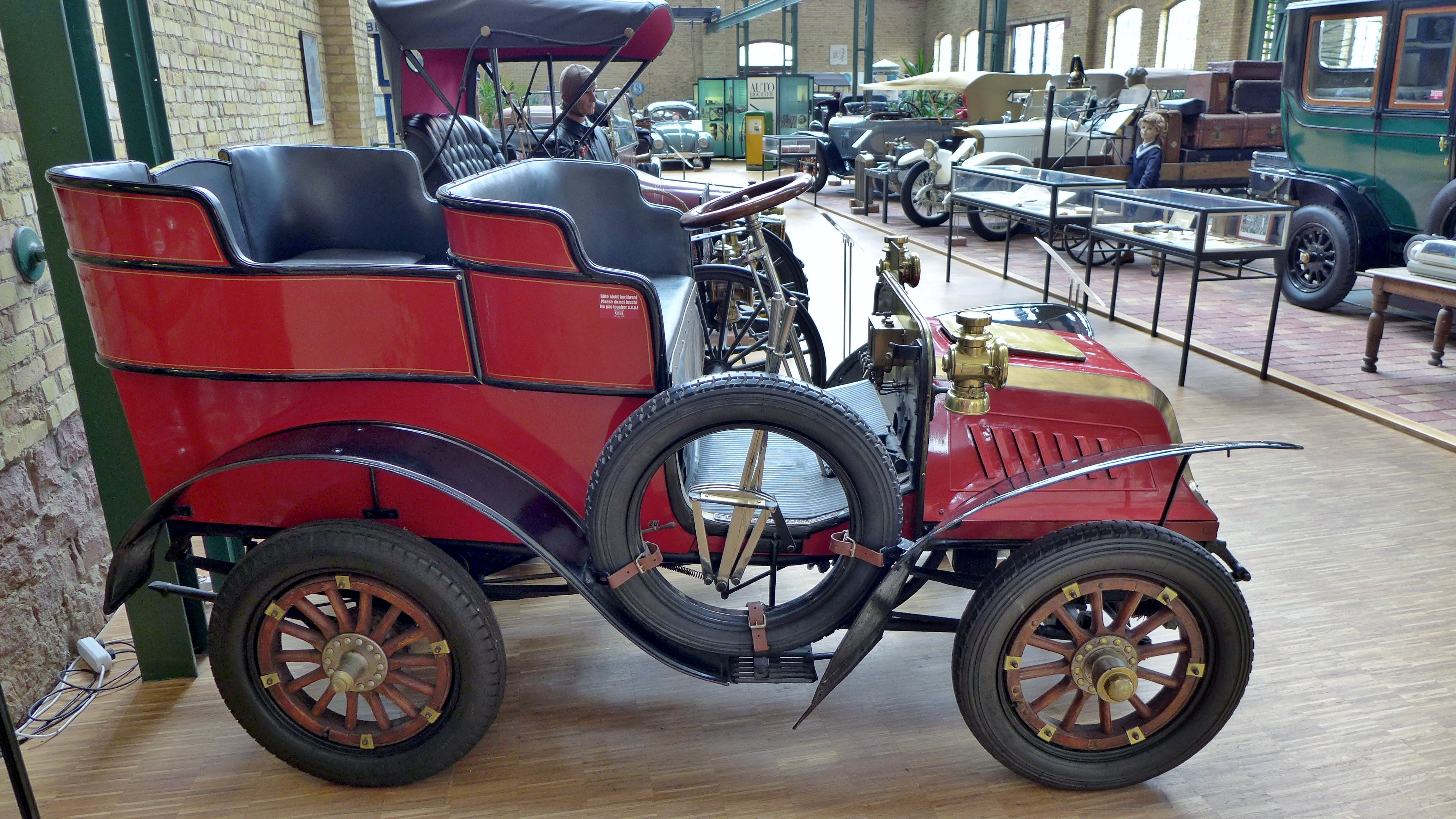
Автомобиль в музее Карла Бенца, Германия

В 1900-м году предприятие Карла Бенца представило модель Benz Spider, оснащённую оппозитным двигателем в различных конфигурациях. В 1902 году на её основе с модернизированным кузовом стал производиться автомобиль «Benz Tonneau». Модель оснащалась только четырёхтактным оппозитным двигателем с двумя цилиндрами, который назывался «Contra Benz». Модельный ряд состоял из версий 9 PS, 12 PS, 15 PS и 20 PS, наименования которых отражали мощность силового агрегата. На автомобиль устанавливались деревянные спицевые колёса с пневматическими шинами, а в конструкции шасси присутствовали листовые рессоры. Для управления крутящим моментом двигателя применялась 4-хступенчатая механическая коробка передач с промежуточным валом и задним ходом, которая соединялась при помощи цепей с задними колёсами. Максимальная скорость в зависимости от двигателя составляла 50—60 км/ч.
В том же 1902 году инженерами компании были внесён ряд модификаций в конструкцию автомобиля, которые заключались в обновлении карбюраторной системы и применению дерева совместно с металлом в ходовой части моделей (ранее использовался исключительно метал).

## Модельный ряд
| Годы выпуска | Рабочий объём | Диаметр цилиндра × ход поршня | Мощность            | Оборотов в минуту | Максимальная скорость |
| ------------ | ------------- | ----------------------------- | ------------------- | ----------------- | --------------------- |
| 1902         | 1710 см3      | 100 мм × 110 мм               | 9 л. с. (6,6 кВт)   | 920               | 40 км/ч               |
| 1902         | 2690 см3      | 120 мм × 120 мм               | 12 л. с. (8,8 кВт)  | 980               | 50 км/ч               |
| 1902         | 2940 см3      | 125 мм × 120 мм               | 15 л. с. (11 кВт)   | 1020              | 55 км/ч               |
| 1902         | 3720 см3      | 135 мм × 130 мм               | 20 л. с. (14,7 кВт) | 980               | 60 км/ч               |